# Ichneumon anceps
Ichneumon anceps är en stekelart som beskrevs av Charles Joseph de Villers 1789. Ichneumon anceps ingår i släktet Ichneumon och familjen brokparasitsteklar. Inga underarter finns listade i Catalogue of Life.